# Grandala coelicolor
El zorzal grandala (Grandala coelicolor) es una especie de ave paseriforme de la familia Turdidae nativa de las montañas del sur de Asia. Es la única especie del género Grandala.

## Distribución y hábitat
Es un pájaro insectívoro que se extiende por los bosques de montaña de niveles bajos y medios de todo el Himalaya, la meseta tibetana y las montañas de las regiones surorientales aledañas, distribuido por el norte de la India, Bután, Nepal, Birmania y el sur de China.